# Rob Thomas (scénariste)
Pour les articles homonymes, voir Rob Thomas et Thomas.
Rob Thomas, né le 15 août 1965 à Sunnyside (Washington) aux États-Unis, est un scénariste, réalisateur et producteur de télévision américain.
Il est le créateur des séries télévisées Veronica Mars, 90210, Party Down, ainsi que Love Therapy et son remake Cupid.

## Biographie

### Jeunesse et Formation
Rob Thomas est né le 15 août 1965 à Sunnyside dans le Comté de Yakima dans l’État de Washington. À l'âge de 10 ans, il va vivre avec sa famille au Texas.
Il sort diplômé de la San Marcos High School en 1983. Il fréquente ensuite l'université chrétienne du Texas où il joue notamment au football. En 1987, il obtient un BA en histoire à l'université du Texas à Austin.

### DeDawson's CreekàVeronica Mars
Entre août 1993 et juin 1995, il travaille sur la chaîne de télévision américaine Channel One News, ce qui lui inspirera en partie son roman Satellite Down publié en 1998. En 1996, il écrit le scénario d'un épisode de la série d'animation Space Ghost Coast to Coast diffusée sur Cartoon Network. Il écrit ensuite le script de ce qui deviendra le film Fortune Cookie réalisé par Clay Essig et sorti en 1999. Ce projet lui permet d'intégrer l'équipe de scénaristes de la première saison d'une nouvelle série pour adolescents, Dawson. Le président de l'époque de Sony Pictures Entertainment, Jeff Sagansky, lui suggère rapidement d'écrire le pilote d'une série de comédie romantique. Le projet se concrétise et le scénariste quitte Dawson pour produire et écrire Love Therapy (Cupid). Malheureusement, la série s'arrête au bout de 15 épisodes seulement, faute d'audiences. Il rejoint aussitôt l'équipe scénaristique d'une nouvelle série Snoops, mais il la quitte rapidement à la suite de divergences créatives avec le créateur David E. Kelley. 
Après l'échec d'un pilote en 2011, 	The Education of Max Bickford, il parvient à mener à terme un projet qui lui assure une reconnaissance critique : en 2004, débute sur la chaîne UPN la série néo-noire pour adolescents Veronica Mars. La jeune Kristen Bell y incarne la jeune lycéenne éponyme, qui mène diverses enquêtes dans la ville fictive de Neptune, en Californie. Durant 3 saisons, la série se constitue une solide base de fans à l'échelle mondiale, et est largement saluée par les professionnels, comme Joss Whedon. Malgré cette aura critique, la série est arrêtée en 2007 au terme d'une saison 3 raccourcie, et ce en raison d'audiences jugées insuffisantes pour la nouvelle chaîne the CW. Dès lors, de nombreuses pétitions verront le jour, sans succès. Soutien fidèle du programme, Rob Thomas  refuse en 2006 le poste de showrunner sur la première saison de la nouveauté Friday Night Lights, dans l'éventualité, finalement concrétisée, d'une troisième saison de sa création originale.

### L'aprèsVeronica Mars
Entre 2007 et 2008, il travaille sur plusieurs épisodes de Big Shots pour ABC, et développe une nouvelle série pour le câble, Party Down, sur des serveurs d'une société de traiteur. En 2009, il développe un remake de Love Therapy pour la chaîne ABC, qui sera également un échec, et développe le pilote Good Behavior, inspiré de la série néo-zélandaise Outrageous Fortune, qui n'est pas commandé. Il participe ensuite au développement de la série 90210 Beverly Hills : Nouvelle Génération, suite-spin-off de la célèbre série des années 1990, Beverly Hills 90210, pour la chaîne the CW. Le programme s'arrêtera en 2013 au bout de cinq saisons.
Le 13 mars 2013, Rob Thomas et l'actrice Kristen Bell lancent une campagne Internet afin d'établir le financement participatif d'un film Veronica Mars. Rob Thomas espère alors récolter 2 millions de dollars de dons, soit la somme la plus importante jamais demandée par un projet de film via Kickstarter. Le projet est lancé vers 16h (heure de Paris) sur Kickstarter, la plateforme star du crowdfunding. En cas de succès, le film Veronica Mars pourrait entrer en phase de tournage dès l'été 2013 pour une sortie début 2014, affirme Rob Thomas. L'objectif fut atteint en moins de onze heures et à peine vingt-quatre heures plus tard, le projet a reçu près de 3,3 millions de promesses de dons, une somme record qui dépasse déjà les attentes de Rob Thomas. Le tournage débute le 17 juin 2013 à Los Angeles, sur un scénario signé Thomas et Diane Ruggiero-Wright, sa principale collaboratrice sur la série. 
Veronica Mars, le Film sort en 2014, et prend en compte le temps écoulé depuis la fin de la série, puisque les personnages principaux se retrouvent à une réunion d'anciens élèves de Neptune High. Tous les comédiens de la série reprennent leurs rôles, à l'exception de Leighton Meester, apparue dans deux épisodes de la première saison, et officiellement indisponible. Disponible dans une combinaison limitée de salles nord-américaines, et en simultané en vidéo à la demande, la fiction est très bien reçue par la critique, mais ne parvient pas à rembourser son budget estimé à 6 millions de dollars, puisqu'elle en récolte à peine plus de la moitié.
Thomas écrit dans la foulée deux romans poursuivant l'intrigue relancée par le film. Intitulés "The Thousand Dollar Tan Line" et "Mr. Kiss and Tell", ces deux nouvelles aventures sortent respectivement en mars 2014, et janvier 2015. Si un nouveau film voit le jour, il prendra en compte les événements relatés durant ceux-ci.

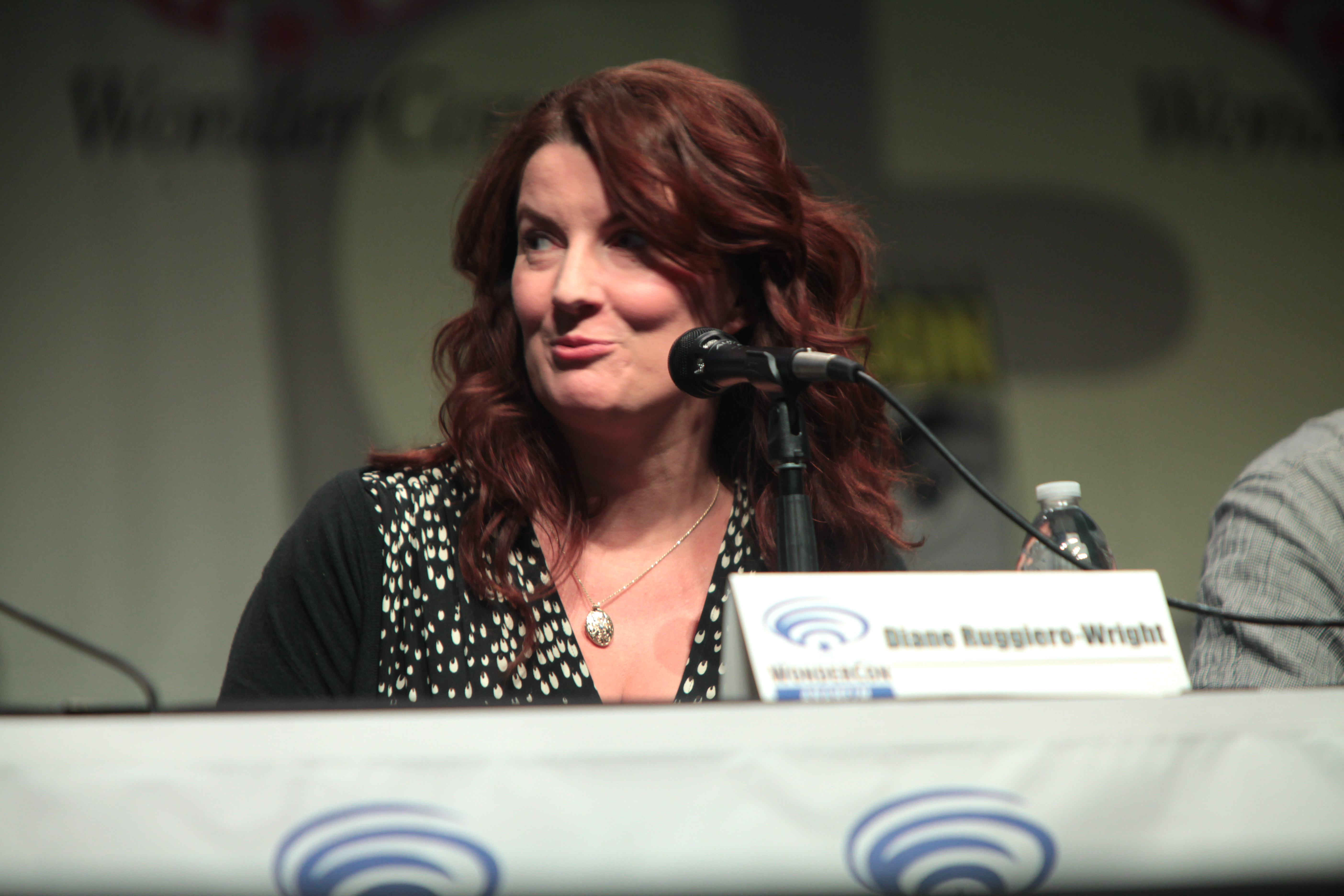
Diane Ruggiero-Wright, sa principale collaboratrice sur Veronica Mars et iZombie.

Début 2015, il fait son grand retour sur la chaîne the CW, huit ans après l'arrêt de Veronica Mars, avec une nouvelle série, centrée sur une nouvelle apprenti détective sarcastique. Développée avec Diane Ruggiero-Wright, iZombie est une adaptation du comics éponyme, racontant les aventures d'Olivia Moore, jeune femme brillante transformée en zombie, et tentant de s'adapter aux nouveaux impératifs de sa conditions, personnellement et professionnellement. En mai 2015, la série est renouvelée pour une seconde saison.
Une saison 4 de 8 épisodes de la série Veronica Mars est produite et diffusée sur la plateforme Hulu en 2019, cinq ans après le film. L'action se déroule toujours à Neptune, et de nombreux acteurs de la série originale reprennent leurs rôles respectifs. Le format plus court choisi, de huit épisodes d'une heure, permet à l'actrice principale d'assurer en parallèle le tournage de la dernière saison de The Good Place sur laquelle elle est engagée depuis plusieurs années. Depuis, une cinquième saison a été évoquée, mais n'est pour le moment pas dans les projets du créateur de la série.

### Vie privée
Il a eu une fille nommé Greta Mae (née le 24 mars 2005) avec Katie Orr.

## Filmographie

### Scénariste
- 1996 : Space Ghost Coast to Coast (série télévisée) - Saison 3, épisode 1
- 1998 : Dawson (Dawson's Creek) (série télévisée) - Saison 1, épisodes 3 et 9
- 1998-1999 : Love Therapy (Cupid) (série télévisée) - Saison 1
- 1999 : Fortune Cookie de Clay Essig
- 1999 : Drive Me Crazy de John Schultz
- 2001 : The Education of Max Bickford (série télévisée)
- 2004-2007 et 2019 : Veronica Mars[12] (série télévisée)
- 2007-2008 : Big Shots (série télévisée) - Saison 1, épisodes 5, 6 et 9
- 2008 : Good Behavior (épisode pilote d'une série télévisée non produite)
- 2008-2013 : 90210 Beverly Hills : Nouvelle Génération (90210) (série télévisée)[12]
- 2009 : Cupid (série télévisée) - Saison 1[12]
- 2009-2010 : Party Down (série télévisée) - 2 saisons, 20 épisodes[12]
- 2014 : Veronica Mars (film) - co-écriture et réalisation
- 2015 : iZombie (série télévisée)

### Producteur
- 1998-1999 : Love Therapy (Cupid) (série télévisée) (producteur délégué - 7 épisodes, producteur superviseur - 6 épisodes, producteur co-exécutif - 2 épisodes)
- 2000 : Metropolis (téléfilm) de Michael M. Robin
- 2001 : The Education of Max Bickford (série télévisée)
- 2004-2007 et 2019 : Veronica Mars - 64 épisodes (producteur délégué)
- 2007-2008 : Big Shots (série télévisée) (producteur consultant)
- 2008 : 90210 Beverly Hills : Nouvelle Génération (90210) (série télévisée) - Saison 1, épisode 1 (producteur délégué)
- 2009 : Cupid (série télévisée) - Saison 1
- 2009-2010 : Party Down (série télévisée)
- 2014 : Veronica Mars de lui-même
- 2015 : iZombie (série télévisée) co-développeur et producteur exécutif
- 2019 : Veronica Mars - saison 4
- 2024 : High Potential (série TV)

### Réalisateur
- 2006 : Veronica Mars - Saison 2, épisode 11 / saison 3, épisode 9
- 2009-2010 : Party Down (série télévisée)
- 2014 : Veronica Mars

### Acteur
- 2007 : Veronica Mars - Saison 3, épisode 17 : Johnny Scopes (non crédité)